# 于陟斤
于陟斤（？—424年），柔然人。郁久闾氏，纥升盖可汗大檀的侄子，父亲大那。
424年，柔然汗国纥升盖可汗大檀听说魏明元帝拓跋嗣去世，率骑兵六万人攻入云中，屠杀掳掠吏民，攻陷了盛乐宫。魏太武帝拓跋焘亲率轻骑前往讨伐，抵达云中。纥升盖可汗率领柔然骑兵将魏太武帝的轻骑包围五十余重，纥升盖可汗任命于陟斤为大将。北魏用箭射杀了于陟斤。大檀恐慌，率柔然大军逃走。

## 鲜卑名
北京大学历史系教授罗新认为，于陟斤就是鲁尼文古突厥文碑铭中的Ötüqän，出自同一词的不同汉译还有逸豆归、郁豆眷、越豆眷等，指的是杭爱山或其主峰於都斤山。